# Route nationale 845
Die Route nationale 845, kurz N 845 oder RN 845, war eine französische Nationalstraße auf Korsika, die von 1933 bis 1973 von der Route nationale 193 in Barchetta aus nach Nocario verlief. Ihre Länge betrug 32 Kilometer.